# Saint-Régis-du-Coin
Saint-Régis-du-Coin is een gemeente in het Franse departement Loire (regio Auvergne-Rhône-Alpes) en telt 367 inwoners (2004). De plaats maakt deel uit van het arrondissement Saint-Étienne.

## Geografie
De oppervlakte van Saint-Régis-du-Coin bedraagt 20,2 km², de bevolkingsdichtheid is 18,2 inwoners per km².
De onderstaande kaart toont de ligging van Saint-Régis-du-Coin met de belangrijkste infrastructuur en aangrenzende gemeenten.

## Demografie
Onderstaande figuur toont het verloop van het inwonertal (bron: INSEE-tellingen).